# Ulrich Hartmann (Politiker)
Ulrich Hartmann (* 8. April 1938 in Bremen; † 23. Mai 2011 in Hamburg) war ein deutscher SPD-Politiker und Geschäftsführer der Hamburger Gaswerke. Er war Mitglied der Hamburger Bürgerschaft.

## Leben

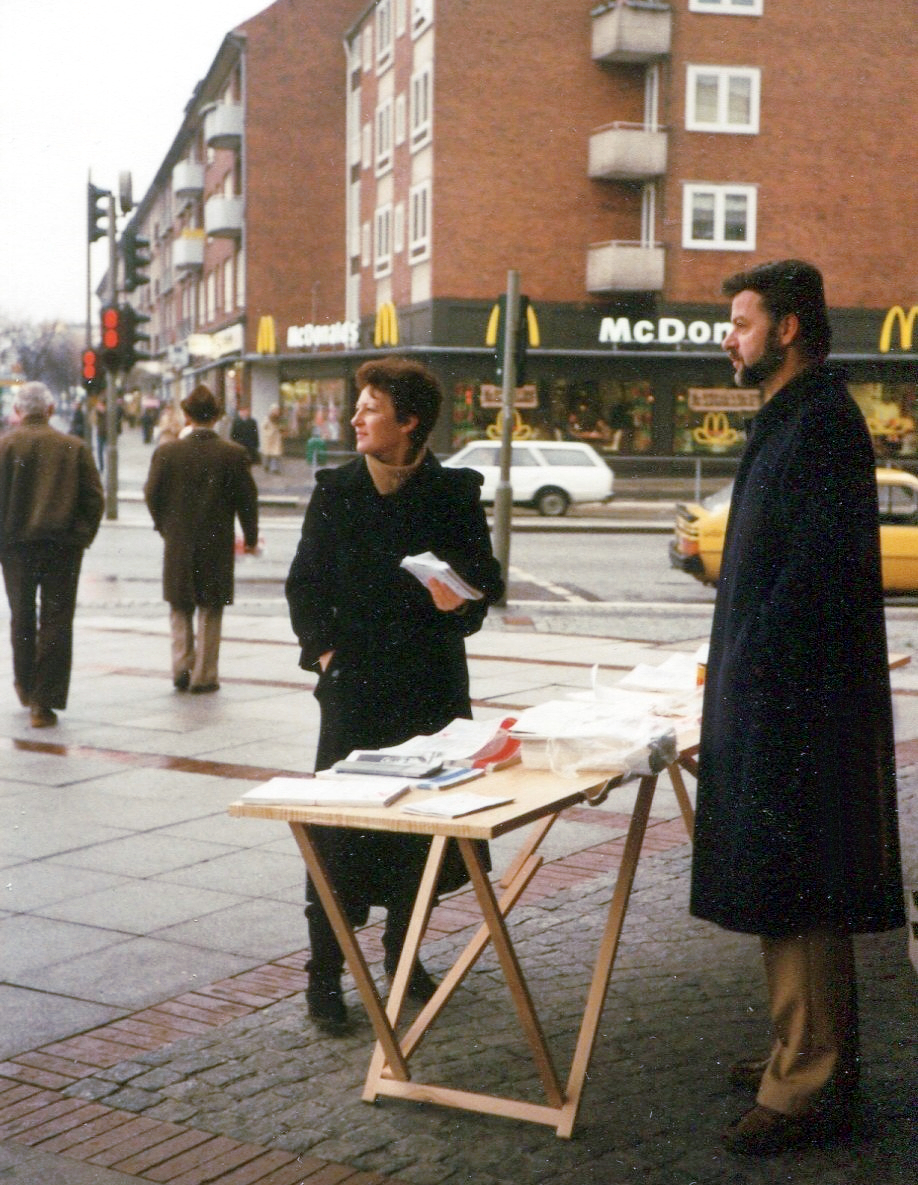
Ulrich Hartmann 1979 als Wahlkämpfer in Hamburg-Uhlenhorst

Hartmann wurde 1938 als Sohn eines Arztes in Bremen geboren. Nach dem Abitur studierte er Volkswirtschaftslehre und politische Wissenschaften an der Universität Hamburg und jobbte nebenher als Straßenbahnschaffner, bei der Post und auf dem Bau. Nach dem Studium mit Abschluss Diplom-Volkswirt 1962 arbeitete er ab 1963 als wissenschaftlicher Assistent bei der Hamburger Bürgerschaftsfraktion der SPD, ab 1968 als Hauptgeschäftsführer der Partei.
Von 1966 bis 1970 gehörte er der Bezirksversammlung Eimsbüttel an. 1970 wurde er in die Bürgerschaft gewählt und gehörte ihr bis 1986 an. Von 1973 bis 1982 wurde er dort zum SPD-Fraktionsvorsitzenden gewählt.
Beruflich war Hartmann von 1971 bis 2002 in der Geschäftsführung der Hein Gas/Hamburger Gaswerke, von 1996 an Vorsitzender der Geschäftsführung. Von 1998 bis 2001 saß Ulrich Hartmann außerdem dem 
Deutschen Verein des Gas- und Wasserfaches (DVGW, Branchenverband der deutschen Gas- und Wasserwirtschaft) vor und war Mitglied im Rundfunkrat des Norddeutschen Rundfunks. 2002 ging er in den Ruhestand.